# Бозмон
Бозмон (фр. Bauzemont) насеље је и општина у североисточној Француској у региону Лорена, у департману Мерт и Мозел која припада префектури Линевил.
По подацима из 2011. године у општини је живело 152 становника, а густина насељености је износила 24,05 становника/km². Општина се простире на површини од 6,32 km². Налази се на средњој надморској висини од 224 метара (максималној 287 m, а минималној 216 m).

## Демографија
| 1962. | 1968. | 1975. | 1982. | 1990. | 1999. | 2011. |
| ----- | ----- | ----- | ----- | ----- | ----- | ----- |
| 143   | 151   | 144   | 131   | 133   | 129   | 152   |

График промене броја становника у току последњих година